# Aldo Teqja
Aldo Teqja (Tirana, 4 maggio 1995) è un calciatore albanese, portiere della Dinamo City.

## Carriera

### Club
Il 1° luglio 2024 viene acquistato a titolo definitivo dalla squadra albanese della Dinamo City.

## Statistiche

### Presenze e reti nei club
Statistiche aggiornate al 14 agosto 2025.
| Stagione                | Squadra                 | Campionato              | Campionato | Campionato | Coppe nazionali | Coppe nazionali | Coppe nazionali | Coppe continentali | Coppe continentali | Coppe continentali | Altre coppe | Altre coppe | Altre coppe | Totale | Totale |
| Stagione                | Squadra                 | Comp                    | Pres       | Reti       | Comp            | Pres            | Reti            | Comp               | Pres               | Reti               | Comp        | Pres        | Reti        | Pres   | Reti   |
| ----------------------- | ----------------------- | ----------------------- | ---------- | ---------- | --------------- | --------------- | --------------- | ------------------ | ------------------ | ------------------ | ----------- | ----------- | ----------- | ------ | ------ |
| 2013-2014               | Anorthōsis              | AK                      | 3          | -10        | CC              | 0               | 0               | UEL                | 0                  | 0                  | SC          | -           | -           | 3      | -10    |
| 2014-2015               | Elpida Xylophagou       | BK                      | 0          | 0          | CC              | 0               | 0               | -                  | -                  | -                  | -           | -           | -           | 0      | 0      |
| 2015-2016               | Anorthōsis              | AK                      | 0          | 0          | CC              | 0               | 0               | UEL                | 0                  | 0                  | SC          | -           | -           | 0      | 0      |
| Totale Anorthōsis       | Totale Anorthōsis       | Totale Anorthōsis       | 3          | -10        |                 | 0               | 0               |                    | 0                  | 0                  |             | 0           | 0           | 3      | -10    |
| 2016-2017               | Skënderbeu              | KS                      | 0          | 0          | CA              | 1               | -1              | -                  | -                  | -                  | SA          | -           | -           | 1      | -1     |
| 2017-2018               | Skënderbeu              | KS                      | 11         | -18        | CA              | 5               | -2              | UEL                | 0                  | 0                  | -           | -           | -           | 16     | -20    |
| 2018-2019               | Skënderbeu              | KS                      | 23         | -18        | CA              | 1               | -1              | -                  | -                  | -                  | SA          | 1           | -2          | 25     | -21    |
| Totale Skënderbeu       | Totale Skënderbeu       | Totale Skënderbeu       | 34         | -36        |                 | 7               | -4              |                    | 0                  | 0                  |             | 1           | -2          | 42     | -42    |
| 2019-2020               | Partizani Tirana        | KS                      | 3          | -5         | CA              | 2               | 0               | UCL+UEL            | 0+0                | 0                  | SA          | 0           | 0           | 5      | -5     |
| 2020-2021               | Partizani Tirana        | KS                      | 2          | -2         | CA              | 2               | 0               | -                  | -                  | -                  | -           | -           | -           | 4      | -2     |
| 2020-2021               | Partizani Tirana B      | KP                      | 6          | -5         | -               | -               | -               | -                  | -                  | -                  | -           | -           | -           | 6      | -5     |
| 2021-2022               | Partizani Tirana        | KS                      | 9          | -11        | CA              | 4               | 0               | UECL               | 0                  | 0                  | -           | -           | -           | 13     | -11    |
| lug.-ago. 2022          | Partizani Tirana        | KS                      | 0          | 0          | CA              | 0               | 0               | UECL               | 2                  | -1                 | -           | -           | -           | 2      | -1     |
| Totale Partizani Tirana | Totale Partizani Tirana | Totale Partizani Tirana | 14         | -18        |                 | 8               | 0               |                    | 2                  | -1                 |             | 0           | 0           | 24     | -19    |
| 2022-2023               | Bylis Ballsh            | KS                      | 34         | -39        | CA              | 2               | -3              | -                  | -                  | -                  | -           | -           | -           | 36     | -42    |
| 2023-2024               | Flamurtari Valona       | KP                      | 29+3       | -23 + -3   | CA              | 0               | 0               | -                  | -                  | -                  | -           | -           | -           | 32     | -26    |
| 2024-2025               | Dinamo City             | KS                      | 20+1       | -23 + -2   | CA              | 6               | -8              | -                  | -                  | -                  | -           | -           | -           | 27     | -33    |
| 2025-2026               | Dinamo City             | KS                      | 0          | 0          | CA              | 0               | 0               | UECL               | 4                  | -5                 | SA          | 0           | 0           | 4      | -5     |
| Totale Dinamo Tirana    | Totale Dinamo Tirana    | Totale Dinamo Tirana    | 20+1       | -23 + -2   |                 | 6               | -8              |                    | 4                  | -5                 |             | 0           | 0           | 31     | -38    |
| Totale carriera         | Totale carriera         | Totale carriera         | 140+4      | -154 + -5  |                 | 23              | -15             |                    | 6                  | -6                 |             | 1           | -2          | 174    | -182   |